# Каплан II Ґерай
Каплан II Ґерай (1739—січень 1771 [Архівовано 11 вересня 2016 у Wayback Machine.]) — кримський хан у 1770—1771 р.р. з династії Ґераїв, наступник Девлета IV Ґерая, попередник Максуда Ґерая.
Син Селіма II Ґерая. Був нуреддином при Арслані Ґераї і Киримі Ґераї.
У перші місяці правління безуспішно намагався виправити ситуацію на російському фронті в Придунав'ї і після серії невдалих військових кампаній відправився до Криму. Тут вжив заходам з організації оборони від імовірного нападу, готуючи спорядження і запаси для ведення війни.
Незабаром Каплан II отримав вісті про перехід на сторону Росії едисанських ногайців і сам отримав подібну ж пропозицію. Хан з обуренням відкинув її, але позиція правителя не знайшла однозначної підтримки серед кримських беїв, які намірилися за допомогою росіян скинути залежність від Османської імперії і відродити незалежність ханства.
Очевидно, під впливом беїв хан згодом змінив свою думку з даного питання — з'явилися відомості про його прихильне відношення до ідеї незалежності. Між ханом і росіянами відбувся обмін посланнями. Як говорили, Каплан II зважився на це заради порятунку держави від загрози прямого озброєного захоплення.
Незабаром після цього хан отримав відставку і відправився до Османської імперії. Помер від чуми у віці 32 років.

## Грошова реформа
Грошова реформа у Кримському ханстві, здійснена ханом Капланом II Гераєм у 1770 році. Реформа була нівельована його наступниками. Є однією з найменш досліджених проблем історії Кримського ханства.

Пара монет Каплана II Ґерая. Маса 0,64 г
Бешлик Каплана II Ґерая. Маса 0,8 г